# Карлштайн-ан-дер-Тайя
Карлштайн-ан-дер-Тайя (нем. Karlstein an der Thaya) — ярмарочная коммуна (нем. Marktgemeinde) в Австрии, в федеральной земле Нижняя Австрия.
Входит в состав округа Вайдхофен. Население составляет 1524 человека (на 31 декабря 2005 года). Занимает площадь 48,86 км². Официальный код — 32209.

## Политическая ситуация
Бургомистр коммуны — Эрнст Херинек (АНП) по результатам выборов 2005 года.
Совет представителей коммуны (нем. Gemeinderat) состоит из 19 мест.
- АНП занимает 12 мест.
- СДПА занимает 7 мест.